# Saki Hatsumi
Saki Hatsumi (en japonés: 初美 沙希; romanizado: Hatsumi Saki) (Tokio, 15 de octubre de 1990) es una actriz, AV Idol, gravure idol, seiyū y cantante japonesa. Intérprete muy prolífica y versátil, Hatsumi llegó a aparecer en más de 900 películas dentro de la industria nipona.

## Vida y carrera
Debutó como actriz de películas para adultos (AV) en enero de 2010 bajo el nombre de Shizuku. En una entrevista, dijo que su decisión de convertirse en actriz la tomó en su período de la escuela secundaria. En el momento de su debut, era lo que se llama en la industria una "actriz de proyecto" (kikaku joyū), término referido a aquellas actrices independientes que interpretan papeles pequeños o trabajan en producciones de conjunto a menudo sin acreditación. Suele ser el comienzo de muchas actrices AV, que posteriormente se abren camino y llegan a ser actrices protagonistas, en muchas ocasiones con un contrato en exclusividad con una productora.
Las primeras apariciones de Hatsumi (como Shizuku) fueron bajo la etiqueta Rocket de la destacada compañía audiovisual Soft On Demand. Durante sus primeros años apareció en producciones de conjuntos bajo las numerosas etiquetas de SOD (Hunter, SOD Create). Sus roles iban desde varios fetiches hasta porno lésbico y violación simulada. También trabajó para compañías audiovisuales más pequeñas como First Star y Natural High.
En 2011, después de cambiar de agencia, también cambió su nombre artístico a Saki Hatsumi en el mes de noviembre. Este fue un punto de inflexión en la carrera de Hatsumi ya que comenzó a aparecer como una actriz independiente acreditada (kikatan) que trabajó con estudios AV más grandes, incluyendo sus primeras apariciones en Wanz Factory y Moodyz. Hatsumi tuvo una carrera prolífica durante los siguientes años con papeles en solitario y apariciones como equipo de conjunto. También tuvo un papel no acreditado en la producción AV de IdeaPocket Naughty Relationship Amami Tsubasa And Her Elder Sister, protagonizada por Tsubasa Amami, en la que Hatsumi interpretaba el papel de la hermana.
En 2014 protagonizó cuatro producciones independientes para cuatro estudios diferentes, todos nominados en los AV Open Awards 2014. También recibió sus primeras nominaciones a los premios este año. Ganó tres premios en los SkyTV Adult Broadcasting Awards entre 2014 y 2016.
En 2015 se convirtió en actriz exclusiva de la veterana compañía audiovisual h.m.p., mientras continuaba actuando con otras compañías, un estatus casi sin precedentes en la industria audiovisual. El 29 de diciembre de 2016 Hatsumi anunció su retiro de la industria, siendo su última película Retirement - Saki Hatsumi, película estrenada el 7 de abril de 2017 y dirigida por Tiger Kosakai.
En 2011, mientras aún actuaba bajo el nombre de Shizuku, se convirtió en miembro del grupo musical "sexy talent" OFA 21, que lanzó un sencillo titulado Love Limit en el mes de julio.
Como seiyū apareció en el videojuego Yakuza 0 (2015), en el que puso voz y prestó su cuerpo como modelo para recrear el personaje que interpretaba.
En marzo de 2016, un informe de Human Rights Now! destacó los aspectos negativos de la industria pornográfica de Japón. Esto provocó una reacción violenta entre varios artistas pornográficos japoneses, entre ellos Hatsumi, quien dijo: "Al menos a mis propios ojos, la industria actual es muy limpia. Lo hago por mi propia voluntad y también lo hacen muchos de mis compañeros".